# Ридерсдорф бај Берлин
Ридерсдорф бај Берлин (њем. Rüdersdorf bei Berlin) општина је у њемачкој савезној држави Бранденбург. Једно је од 45 општинских средишта округа Меркиш-Одерланд. Према процјени из 2010. у општини је живјело 15.484 становника. Посједује регионалну шифру (AGS) 12064428.

## Географски и демографски подаци
Ридерсдорф бај Берлин се налази у савезној држави Бранденбург у округу Меркиш-Одерланд. Општина се налази на надморској висини од 62 метра. Површина општине износи 70,1 km². У самом мјесту је, према процјени из 2010. године, живјело 15.484 становника. Просјечна густина становништва износи 221 становника/km².

## Међународна сарадња
| Мјесто | Држава    | Врста сарадње | Од    |
| ------ | --------- | ------------- | ----- |
|        | Пољска    | контакт       | 2000. |
|        | Француска | партнерство   | 1966. |
| Извор  |           |               |       |